# Witalij Szentalinski
Witalij Aleksandrowicz Szentalinski, ros. Виталий Александрович Шенталинский (ur. 7 października 1939 w Kemerowie, zm. 27 lipca 2018 w Sierpuchowie) – rosyjski pisarz i dziennikarz. Zasłynął również za granicą z książek o losach pisarzy rosyjskich w czasie Czystek stalinowskich.

## Życiorys
Młode lata spędził w regionie Czystopol w Tatarstanie. Ukończył Wyższą Szkołę Marynarki Arktycznej w Leningradzie, a następnie studiował dziennikarstwo na Uniwersytecie im. Łomonosowa w Moskwie. Pracował w stacji polarnej na Wyspie Wrangla, uczestniczył w pięciu ekspedycjach naukowych w Arktyce. Pracował w telewizji państwowej i kilku czasopismach, był autorem licznych reportaży podróżniczych z Syberii i Arktyki. W popularnym czasopiśmie Ogoniok miał własną rubrykę poświęconą ochronie przyrody i zabytków kultury. Napisał też kilka tomów poezji.
W czasie Pieriestrojki pod rządami Michaiła Gorbaczowa został wybrany na przewodniczącego komisji Związku Pisarzy ZSRR, która miała wyjaśnić losy pisarzy prześladowanych przez tajną policję NKWD. Następnie otrzymał zezwolenie na pracę w archiwum KGB. Na podstawie swoich badań opublikował trzy tomy dokumentacji z obszernym komentarzem, poświęcił rozdziały szczegółowe m. o. Annie Achmatowej, Michaiłowi Bułgakowi, Pawłowi Florenskiemu, Maksimowi Gorkiemu, Nikołajowi Klujewowi, Osipowi Mandelsztamowi, Borysowi Pasternakowi, Borysowi Pilniakowi oraz Marynie Cwietajewej. Zawierają one dłuższe fragmenty raportów donosicieli i protokołów przesłuchań.
Publikował również materiały na temat oficera NKWD Jakowa Agranowa, który kierował wieloma represjami wobec pisarzy. Książki Szentalińskiego o represjonowaniu pisarzy ukazały się również w języku polskim, angielskim, francuskim, hiszpańskim, niemieckim i serbskim. Na ich podstawie powstało kilka telewizyjnych filmów dokumentalnych. Jego publikacje chwalili Aleksander Sołżenicyn i Jewgienij Jewtuszenko.
W tatarskiej gminie Juldus (region Czystopol), w której dorastał, od 2013 roku odbywają się „Szentalinskie odczyty” (Шенталинские чтения).
Został pochowany na Cmentarzu Wwiedieńskim w Moskwie.

## Główne dzieła
- Raby swobody w literaturnych archiwach KGB. Parus, Moskwa 1995 ISBN 5-900920-01-1 (wersja polska: Wskrzeszone słowo. Z archiwów literackich KGB. Przeł. Henryk Chłystowski [et al.]. Czytelnik, Warszawa 1996).
- Prestuplenie bez nakazanija. Dokumentalnye powesti. Progress-Plejada, Moskwa 2007 ISBN 978-5-93006-033-1 (wersja polska: Tajemnicy Łubianki. Z „archiwów literackich“ KGB. Cz. II. Przeł. Henryk Chłystowski, Maria Kotowska, Józef Waczków. Czytelnik, Warszawa 1997).
- Donos na Sokrata. Formika-S, Moskwa 2001 ISBN 5-8463-0081-2